# Metasphenisca negeviana
Metasphenisca negeviana är en tvåvingeart som först beskrevs av Amnon Freidberg 1974.  Metasphenisca negeviana ingår i släktet Metasphenisca och familjen borrflugor. Inga underarter finns listade i Catalogue of Life.